# Il vendicatore (film 1943)
Il vendicatore (Puss n' Booty) è un film del 1943 diretto da Frank Tashlin. È un cortometraggio d'animazione della serie Looney Tunes, prodotto dalla Warner Bros. e uscito negli Stati Uniti il 11 dicembre 1943.